# Méthode Bonapace
La méthode Bonapace est un ensemble de techniques pour composer avec la douleur pendant la grossesse et l'accouchement, associant activement le partenaire.

## Historique
La méthode Bonapace doit son nom à la médiatrice familiale québécoise Julie Bonapace l'ayant formalisée.

## Les concepts de la méthode Bonapace
- Implication et valorisation du père, du partenaire ou de l'accompagnant ;
- Réduction de la douleur par des massages légers ou douloureux et par la gestion de la pensée;
- Réduction des interventions médicales.